# Сан Ђенезио (Болцано)
Сан Ђенезио је насеље у Италији у округу Болцано, региону Трентино-Јужни Тирол.
Према процени из 2011. у насељу је живело 375 становника. Насеље се налази на надморској висини од 1364 м.